# Eric Reed
Eric Scott Reed (21 de junio de 1970) es un pianista de jazz norteamericano y compositor.
Su grupo Black Note publicó varios álbumes en los años 90.

## Biografía
Reed nació en Filadelfia, Pensilvania. Empieza a tocar el piano a la edad de dos años, tocaba el piano en la iglesia de su padre, que era pastor, a la edad de cinco años y a la edad de siete años empezó su estudio formal en la Settlement Music School de Filadelfia. A la edad de 11 años su familia se trasladó a Los Ángeles y estudia en la Colburn School of Arts. En mayo de 1986, en la Colburn School, Reed conoció Wynton Marsalis, un encuentro que le ayuda en su carrera. A la edad de 18 años durante un año de universitario en la Universidad Estatal de California, Northridge, Reed va de gira brevemente con Marsalis. Se une al septeto de Marsalis un año más tarde y trabaja con él de 1990 a 1991 y otra vez de 1992 a 1995. En 1991–1992 trabaja con Joe Henderson y Freddie Hubbard. Más tarde trabaja con la Orquesta de Jazz del Lincoln Center durante dos años (1996–1998) y sale de ella para empezar como líder de su propio grupo en 1999.
Además de su trabajo con Marsalis, Reed ha trabajado con músicos de jazz como Irvin Mayfield, Cassandra Wilson, Mary Stallings, Clark Terry, Dianne Reeves, Elvin Jones, Ron Carter, Paula West y Benny Carter.  En 2010 se une a Christian McBride en su combo "Inside Straight", el cual produjo el álbum Kinda' Brown.
Reed también ha trabajado como compositor, creando música para películas, incluyendo la comedia Life, protagonizada por Eddie Murphy y Martin Lawrence.
Tres de sus álbumes han entrado en el Top de álbumes de jazz de Billboard: en 1995 The Swing and I (No. 22); en 1998 Pure Imagination (No. 8); y en 1999 Manhattan Melodies (No. 21).

## Discografía

### Como líder
- 1990 - Soldier's Hymn (Candid Records, 1990)
- 1993 - It's All Right To Swing (MoJazz)
- 1995 - The Swing and I (MoJazz)
- 1996 - Musicale (Impulse! Records) with Nicholas Payton, Wycliffe Gordon, Ron Carter
- 1998 - Pure Imagination
- 1999 - Manhattan Melodies
- 2000 - Happiness (Nagel-Heyer Records)
- 2000 - E-Bop (Savant)
- 2002 - From My Heart (Savant)
- 2003 - Mercy & Grace (Nagel-Heyer Records)
- 2003 - Cleopatra's Dream (M&I)
- 2004 - Impressive And Romantic (M&I)
- 2005 - Here (MaxJazz)
- 2005 - Blue Trane (M&I)
- 2006 - Blue Monk (M&I)
- 2007 - Stand! (WJ3)
- 2011 - The Dancing Monk (Savant)
- 2011 - Something Beautiful (WJ3 Records)
- 2012 - The Baddest Monk (Savant)
- 2013 - Reflections of a Grateful Heart (WJ3 Records)
- 2014 - The Adventurous Monk (Savant)

### Como sideman
Con Wynton Marsalis
- 1992 - Citi Movement (Columbia)
- 1994 - Blood on the Fields (Columbia)
- 1994 - Standard Time, Volume 4 – Marsalis Plays Monk (Columbia)
- 1994 - Live at the Village Vanguard (Columbia)
- 1999 - Mr. Jelly andard Time, Volume Six (Columbia)

Con Arkadia Jazz All Stars
- Thank You, Joe! (Arkadia Jazz)

Con Christian Mcbride
- 2009 Kind of Brown